# Sugaiti (sockenhuvudort i Kina, Xinjiang Uygur Zizhiqu, lat 38,78, long 76,20)
Sugaiti är en sockenhuvudort i Kina. Den ligger i den autonoma regionen Xinjiang, i den nordvästra delen av landet, omkring 1 100 kilometer sydväst om regionhuvudstaden Ürümqi. Antalet invånare är 23 280. Befolkningen består av 11 242 kvinnor och 12 038 män. Barn under 15 år utgör 25,0 %, vuxna 15-64 år 71 %, och äldre över 65 år 3,0 %.
Runt Sugaiti är det ganska glesbefolkat, med 43 invånare per kvadratkilometer. Närmaste större samhälle är Mangxing, 15,8 km norr om Sugaiti. Trakten runt Sugaiti är ofruktbar med lite eller ingen växtlighet.
Genomsnittlig årsnederbörd är 150 millimeter. Den regnigaste månaden är juni, med i genomsnitt 25 mm nederbörd, och den torraste är januari, med 4 mm nederbörd.